# Симон III (Липе)
Симон III фон Липе (на немски: Simon III zur Lippe, * ок. 1340; † 17 февруари 1410 в Браке) е от 1360 до 1410 г. владетел на Господството Липе и от 1366 до 1410 г. титулуван господар на Реда.
Той е единственият син на Ото фон Липе (1300 – 1360) и Ирмгард фон Марк († 1362), дъщеря на граф Енгелберт II фон Марк († 1328) и Мехтилд фон Аремберг († 1367). Той наследява от баща си град Лемго, но жителите не го признават. През 1366 г. Рихарда, вдовицата на чичо му Бернхард V (1290 – 1365) определя Симон III за наследник на Господство Реда. Нейният зет Ото VI фон Текленбург († 1388), съпруг на нейната най-голяма дъщеря Аделхайд († 1392), не е съгласен с това и се започва дългогодишна борба. Симон попада през 1371 г. в плен на Ото. След три години през 1374 г. той е освободен и за да плати исканата висока сума, през 1376 г. той залага половиния град Липщат на фамилията на майка му, на графовете на Марк.
През 1379 г. Симон III с помощта на съюзническите войски на епископиите Падерборн, Мюнстер, Оснабрюк, градовете Мюнстер и Оснабрюк и граф Енгелберт III фон Марк обсажда Ото VI в Реда и завладява Господство Реда и град Реда. Господството не е дадено обаче на Симон, а след плащане на 8000 гулдена е дадено обратно на Ото фон Текленбург.
Около 1400 г. Симон чрез залагане получава първо градовете Барнтруп и Залцуфлен и дворец Щернберг и през 1405 г. цялото Графство Щернберг.
Той умира на 17 февруари 1410 г. в Браке и е погребан в църквата Св. Мария в Лемго. Последван е от единствения му син му Бернхард (* ок. 1370, † 1415).

## Фамилия
Симон III се жени на 1 септември 1362 г. за Ерменгард фон Хоя († сл. 25 септември 1422), дъщеря на граф Йохан II фон Хоя († 1377) и Хелена фон Саксония-Лауенбург († сл. 1359), дъщеря на херцог Ерих I фон Саксония-Лауенбург. С нея той има седем деца.
- Хайлвиг († сл. 1419), омъжена за граф Конрад V фон Вернигероде († 1407)
- Катарина († 1425), омъжена пр. 1393 г. за граф Улрих VIII фон Регенщайн-Бланкенбург († 1410)
- Лиза († сл. 1376)
- Маргарета († сл. 1384), монахиня в Бьодекен
- Юта († сл. 1384), монахиня в Бьодекен
- Ирмгард († 6 февруари 1410), омъжена между 6 юни и 31 август 1403 г. за граф Мориц IV 'Млади' фон Шпигелберг († 1434, убит)
- Бернхард VI († 1415), господар на Липе, женен I. 28 юни 1393 г. за Маргарета фон Валдек-Ландау († 1395), II. ок. 1403 г. за Елизабет фон Мьорс († 1415)